# Escuela para Sordos de Texas
La Escuela para Sordos de Texas (Texas School for the Deaf; TSD) es una escuela estatal especial para niños sordos en Austin, Texas, Estados Unidos.
En 1857 la Texas Deaf and Dumb Asylum se abrió en 1856.